# Clément Lefert
Clément Lefert, né le 26 septembre 1987 à Nice, est un nageur français de nage libre, champion olympique du relais 4 × 100 mètres nage libre avec ses coéquipiers Amaury Leveaux, Yannick Agnel et Fabien Gilot le 29 juillet 2012 lors des Jeux de Londres.

## Biographie
Il était étudiant à SKEMA Business School et étudie depuis l’économie à l’université de Californie du Sud, à Los Angeles. Il met un terme à sa carrière en 2012 après les Jeux olympiques 
Il est devenu analyste financier chez Andurand Capital Management, un fonds d’investissement spécialisé dans le pétrole.
En 2015, il est consultant pour Canal+. Il commente les Championnats du monde de natation 2015 avec Frédérick Bousquet sur Canal+Sport.

## Palmarès

### Jeux olympiques
| Édition      | Épreuve        | Épreuve              | Épreuve                  |
| Édition      | 100 m papillon | 4 × 100 m nage libre | 4 × 200 m nage libre     |
| Pékin 2008   |                |                      | 10e 7 min 13 s 57        |
| Londres 2012 | 30e 53 s 22    | Or 3 min 9 s 93      | Argent 7 min 2 s 77 (RF) |

### Championnats du monde
| Édition   | Épreuve        | Épreuve                |
| Édition   | 100 m papillon | 4 × 100 m quatre nages |
| Rome 2009 | 17e 51 s 81    | 5e 3 min 29 s 73       |

| Édition    | Épreuve           | Épreuve        | Épreuve                   | Épreuve                |
| Édition    | 200 m nage libre  | 100 m papillon | 4 × 200 m nage libre      | 4 × 100 m quatre nages |
| Dubaï 2010 | 17e 1 min 44 s 82 | 32e 52 s 34    | Bronze 6 min 53 s 05 (RF) | 4e 3 min 27 s 16       |

### Championnats d'Europe
| Édition       | Épreuve                  | Épreuve                |
| Édition       | 4 × 200 m nage libre     | 4 × 100 m quatre nages |
| Budapest 2010 | Bronze 7 min 9 s 70 (RF) | Or 3 min 31 s 32       |

| Édition       | Épreuve          | Épreuve          | Épreuve       | Épreuve        | Épreuve        | Épreuve            |
| Édition       | 200 m nage libre | 400 m nage libre | 50 m papillon | 100 m papillon | 200 m papillon | 200 m quatre nages |
| Debrecen 2007 | -                | -                | 37e           | 24e            | 15e            | 17e                |
| Rijeka 2008   | 7e               | 14e              | -             | -              | 13e            | -                  |

### Championnats de France

#### En grand bassin de50m
- Championnats de France de natation 2007 à Saint-Raphaël
  -  Médaille de bronze du 200 m papillon
- Championnats de France de natation 2008 à Dunkerque
  -  Médaille d'argent du 200 mpapillon
  -  Médaille de bronze du 200 m nage libre
  -  Médaille de bronze du 200 m quatre nages
- Championnats de France de natation 2009 à Montpellier
  -  Médaille d'or du 100 m papillon
  -  Médaille d'or du 200 m papillon
- Championnats de France de natation 2010 à Saint-Raphaël
  -  Médaille d'argent du 200 m nage libre
- Championnats de France de natation 2012 à Dunkerque
  -  Médaille d'or du 100 m papillon
  -  Médaille de bronze du 100 m nage libre

#### En petit bassin de25m
- Championnats de France de natation en petit bassin 2006 à Istres
  -  Médaille d'argent du 50 m papillon
- Championnats de France de natation en petit bassin 2007 à Nîmes
  -  Médaille d'argent du 50 m papillon
  -  Médaille d'argent du 100 m papillon
  -  Médaille de bronze du 200 m papillon
- Championnats de France de natation en petit bassin 2008 à Angers
  -  Médaille d'argent du 200 m nage libre
  -  Médaille d'argent du 100 m quatre nages

### Record de France
Clément Lefert a détenu le record de France du 100 m papillon en grand bassin en un temps de 51 s 42 qu’il réalisa le 25 avril 2009 à Montpellier. Il battit ainsi de 0 s 08 l'ancien record détenu par Frédérick Bousquet en 51 s 50, qu'il avait établi en 2008 à Dunkerque. Ce record est battu par Mehdy Metella le 7 août 2015 lors des Championnats du Monde de Kazan.
| 100 m papillon | 51 s 42 | Championnats de France de natation 2009 | Montpellier (France) | 25 avril 2009 |

## Meilleurs temps personnels
Les meilleurs temps personnels établis par Clément Lefert dans les différentes disciplines sont détaillés ci-après.
| Épreuve                   | Temps         | Compétition                                 | Lieu                 | Date             |
| 100 m nage libre          | 48 s 64       | Championnats de France                      | Dunkerque,France     | 22 mars 2012     |
| 200 m nage libre          | 1 min 46 s 90 | Championnats de France                      | Dunkerque,France     | 20 mars 2012     |
| 400 m nage libre          | 3 min 49 s 91 | XVIe Jeux méditerranéens                    | Pescara, Italie      | 27 juillet 2009  |
| 50 m dos                  | 27 s 68       | Coupe de France - Étape 1                   | Montpellier, France  | 23 novembre 2007 |
| 50 m brasse               | 31 s 98       | Meeting Régional - Côte d'Azur              | Toulon, France       | 24 juillet 2006  |
| 50 m papillon             | 23 s 97       | Championnats de France                      | Dunkerque, France    | 18 mars 2012     |
| 100 m papillon            | 51 s 42       | Championnats de France                      | Montpellier, France  | 24 avril 2009    |
| 200 m papillon            | 1 min 55 s 05 | Championnats de France                      | Montpellier, France  | 22 avril 2009    |
| 200 m 4 nages             | 2 min 3 s 65  | Championnats de France                      | Dunkerque, France    | 24 avril 2008    |
| 400 m 4 nages             | 4 min 47 s 10 | Grand Prix du Conseil Général de Martinique | Le Carbet, France    | 23 février 2008  |
| 200 m nage libre (relais) | 1 min 46 s 00 | Jeux Olympiques 2012                        | Londres, Royaume-Uni | 31 juillet 2012  |
| 100 m papillon (relais)   | 50 s 58       | Championnats du monde                       | Rome, Italie         | 2 août 2009      |

| Épreuve                   | Temps         | Compétition                       | Lieu                       | Date             |
| 200 m nage libre          | 1 min 44 s 44 | Championnat de France             | Angers, France             | 6 décembre 2008  |
| 200 m nage libre          | 1 min 44 s 44 | Championnat d'Europe              | Rijeka, Croatie            | 14 décembre 2008 |
| 400 m nage libre          | 3 min 43 s 59 | Championnat de France             | Angers, France             | 7 décembre 2008  |
| 50 m dos                  | 26 s 80       | 7e Meeting Arena Sprint           | Rouen, France              | 28 octobre 2007  |
| 50 m brasse               | 31 s 16       | 7e Meeting Arena Sprint           | Rouen, France              | 27 octobre 2007  |
| 50 m papillon             | 24 s 35       | Championnats de France            | Nîmes, France              | 8 décembre 2007  |
| 100 m papillon            | 52 s 34       | Championnats Régionaux Interclubs | Antibes, France            | 20 décembre 2008 |
| 200 m papillon            | 1 min 55 s 26 | Championnat de France             | Angers, France             | 7 décembre 2008  |
| 200 m papillon            | 1 min 55 s 26 | Championnat d'Europe              | Rijeka, Croatie            | 13 décembre 2008 |
| 100 m 4 nages             | 54 s 70       | Championnat de France             | Angers, France             | 5 décembre 2008  |
| 200 m 4 nages             | 2 min 0 s 44  | Championnat d'Europe              | Debrecen, Hongrie          | 13 décembre 2007 |
| 400 m 4 nages             | 4 min 38 s 61 | Meeting Demi Fond Cote D'Azur     | Draguignan, France         | 19 novembre 2005 |
| 100 m nage libre (relais) | 48 s 58       | Championnats Régionaux Interclubs | Antibes, France            | 20 décembre 2008 |
| 200 m nage libre (relais) | 1 min 45 s 01 | Championnat du monde              | Dubaï, Émirats arabes unis | 16 décembre 2010 |
| 100 m papillon (relais)   | 51 s 43       | Championnats Régionaux Interclubs | Antibes, France            | 21 décembre 2008 |

## Victoire de l'émission Splash
Le 22 février 2013, Clément Lefert a été déclaré le gagnant de l'émission télévisée Splash : le grand plongeon, diffusée sur TF1, à l'issue de la finale contre Christian Califano. Le trophée de la victoire lui a été remis par Laure Manaudou, en présence de Claude Froehly, l'un des vice-présidents de la Communauté urbaine de Strasbourg.

## Distinctions
- Chevalier de la Légion d'honneur en 2013[4]